# Парфёнова, Любовь Ивановна
Любо́вь Ива́новна Парфёнова (род. 1933) — ткачиха Калининского хлопчатобумажного комбината, передовик советской текстильной промышленности, Герой Социалистического Труда (1971).

## Биография
Родилась 25 июня 1933 года в деревне Чадовицы Ярцевского района Западной области (ныне Кардымовского района Смоленской области) в крестьянской семье. Была самой старшей из семерых детей. В годы Великой Отечественной войны пережила оккупацию. Чтобы не быть угнанной в Германию, семья ушла в лес. Отец погиб на фронте. После оккупации, помогая матери, трудилась на местных колхозных полях. В 1951 году окончила Шестаковскую семилетнюю школу.

### В текстильной промышленности
Из-за того что в Смоленской области её не приняли в текстильное училище по причине небольшого роста, вынуждена была отправиться в соседнюю область и через два года окончила школу фабрично-заводского ученичества им. Плеханова при Калининском хлопчатобумажном комбинате (ныне профессиональный лицей № 15).
С 1953 года работала ткачихой Калининского хлопчатобумажного комбината, где стала добиваться выдающихся производственных показателей. Работая на комбинате, смогла получить среднее образование в школе рабочей молодёжи, текстильный техникум (с отличием), позже получила и высшее политическое образование в трёхгодичном университете марксизма-ленинизма.
По результатам первых трёх лет VIII пятилетки (1966—1970) Л. И. Парфёнова стала победителем Всесоюзного социалистического соревнования и была удостоена почётного звания «Лучшая ткачиха СССР». Если по норме тех лет ткачихи должны были обслуживать четыре станка, Любовь Парфёнова дошла до 32 станков. Пятилетку она досрочно завершила одной из первых в стране, выпустив сверх плана 148 тысяч метров суровья.

### Высшая награда
Указом Президиума Верховного Совета СССР от 5 апреля 1971 года за выдающиеся успехи в досрочном выполнении заданий пятилетнего плана и большой творческий вклад в развитие производства ткани, трикотажа Любови Ивановне Парфёновой было присвоено звание Героя Социалистического Труда с вручением ордена Ленина и медали «Серп и Молот».
В 1975 году за увеличение зон обслуживания, совмещения профессий и инициативу в развёртывании движения наставничества была удостоена Государственной премии СССР. Удостоена также знака ЦК ВЛКСМ и ВЦСПС «Наставник молодёжи». О соревновании Л. И. Парфёновой с текстильщицей из Болгарии Марией Тодоровой был снят фильм «Дружбе нет границ».
Заслуженный работник лёгкой промышленности РСФСР и СССР, Почётный житель города Твери (2006).

### Педагогическая деятельность
В 1976 году стала заместителем директора учебно-курсового комбината. С 1984 по 1989 год работала мастером производственного обучения Калининского хлопчатобумажного комбината. Воспитала более 300 учеников. Передавала свой передовой опыт в Венгрии, Чехословакии, Болгарии, на Кубе. Уйдя на пенсию в 1990 году, в течение восьми лет работала в психоневрологическом отделении детской областной больницы, где обучала детей ткать гобелены на детских станках. Одновременно вела в Заволжской средней школе кружок ткачества.

### Общественная работа
Всю свою жизнь активно занимается общественной работой. С 1957 года была членом КПСС, делегировалась на XXIII съезд партии (1966). Неоднократно избиралась членом Пролетарского райкома КПСС города Калинина, депутатом городского Совета народных депутатов, членом Калининского обкома ВЛКСМ, внештатным секретарём областного совета профсоюзов. Член Комитета советских женщин, Совета наставников Министерства лёгкой промышленности СССР. Лектор общества «Знание».
Возглавляет тверское региональное отделение Всероссийской общественной организации «Трудовая доблесть России». Член общественной палаты города Твери. Возглавляет Ассоциацию Героев Социалистического Труда и полных кавалеров ордена Трудовой Славы Тверской области, член Тверского областного Совета ветеранов, член попечительского совета Национального центра Трудовой Славы, член правления областного отделения «Союза пенсионеров России».

### Авторские публикации
В журнале «Работница» в 1960-х годах публиковались дневниковые записи, из них позже была составлена книга «Я — одна из вас», переведённая среди прочих на арабский язык. Автор книги «Опыт старших — молодым», многих статей, опубликованных в журналах и газетах — «Работница», «Советские профсоюзы», «Профессионально-техническое образование», «Калининская правда», «Смена» и др.

### Семья
В семье Л. И. Парфёновой две дочери, три внука, внучка, четыре правнука, правнучка.

## Награды
- медаль «Серп и Молот» (05.04.1971)
- орден Ленина (05.04.1971)
- орден «Знак Почёта» (09.06.1966)
- медаль «За доблестный труд»
- Государственная премия СССР (1975)
- Почётный знак губернатора Тверской области — крест Св. Михаила Тверского
- Почётный гражданин города Твери (2006)